# Колін Мак-Рей
Колін Мак-Рей MBE (англ. Colin Steele McRae; нар. 5 серпня 1968, Ланарк, Південний Ланаркшир, Шотландія, Велика Британія — пом. 15 вересня 2007, Ланарк, Шотландія) — шотландський ралійний гонщик, син п'ятикратного чемпіона Великої Британії з ралі Джиммі Мак-Рея і старший брат професійного ралійного пілота Алістера Мак-Рея.

## Життєпис
Колін Мак-Рей народження 5 серпня 1968 року Ланарк, Шотландія, Велика Британія в родині п'ятиразового чемпіона Великої Британії з ралі Джиммі Мак-Рея. Його старший брат Алістер Мак-Рей також є професійним автоспортсменам.

## Кар'єра
Він допоміг Subaru стати всесвітньо відомою маркою і заробити їй кубок конструкторів у 1995, 1996, 1997 і Citroën — в 2003. У 1996 році йому було присвоєно орден Британської імперії.
Чемпіон світу з ралі 1995 року, другий призер в чемпіонатах 1996, 1997 і 2001 років, третій в 1998 році. Чемпіон Шотландії з ралі 1988 року.
Найшвидший автогонщик планети 1998 року, визнаний найзнаменитішим і упізнаванішим чемпіоном ралі.
Був наймолодшим чемпіоном ралійних перегонів до 2022 року.

## Цікаве
Існує комп'ютерна гра 1998 року, назва якої містить ім'я Коліна — Colin Mcrae Rally.